# Korla
Korla, Kurla o Kuerle (mongolo: Хорл; caratteri cinesi semplificati: 库尔勒; caratteri cinesi tradizionali: 庫爾勒; pinyin: Kù'ěrlè; uiguro: Kroraina) è una città di medie dimensioni situata nello Xinjiang centrale, in Cina. Korla è la capitale della prefettura di Bayin'gholin Mongol, più grande della Francia e più estesa prefettura della Cina. Korla è nota per le sue pere fragranti.

## Geografia fisica
Korla si trova circa 200 km a sud-ovest di Ürümqi, anche viaggiando sulla strada la distanza sale a più di 500 km.
Il Passo della porta di ferro (passo Tiemen) che porta a Karashahr si trova circa 7 km a nord della città e, essendo facilmente difendibile, giocò un ruolo di primo piano nella protezione dell'antica via della seta dalle scorrerie dei nomadi provenienti da nord.
Il fiume Kaidu, noto anche come Konqi o Kongue, scorre in mezzo a Korla, caratteristica unica per una città dello Xinjiang. Il termine cinese "kongque" è una traslitterazione della parola uigura "konqi", che significa "un'abbondanza d'acqua".

## Economia

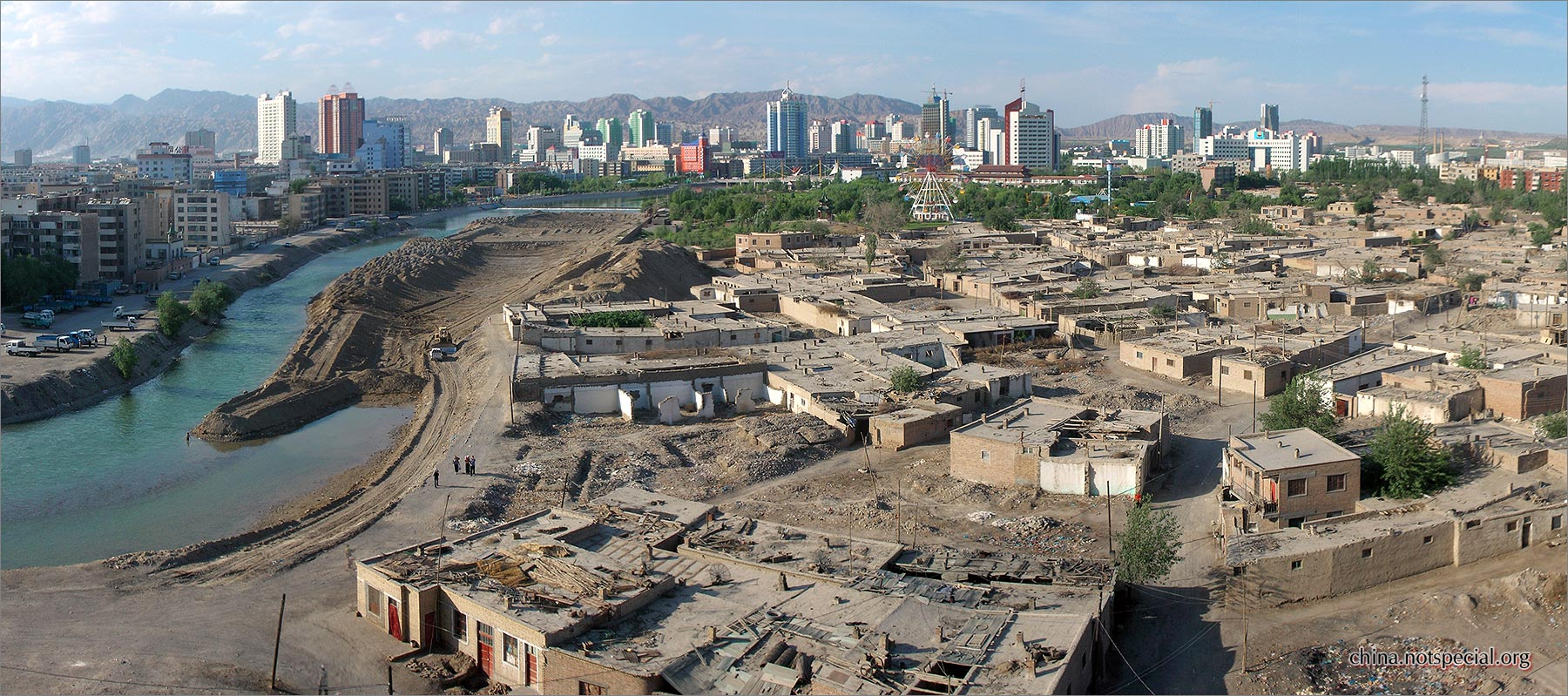
Vita vecchia e nuova spalla a spalla a Korla

Korla è stata per molto tempo il centro più popoloso della regione dopo Karashahr, con abbondante acqua e grandi fattorie, e controllando le principali rotte commerciali a sud e ad est di Karashahr. Dopo la scoperta della presenza di petrolio nel deserto di Taklamakan, Korla è ora più popolosa e ampia di Karashar. Korla ospita una grande filiale della PetroChina.
Korla è nota per la produzione di pere fragranti (庫爾勒香梨), ben conosciute per sapore e dolcezza.

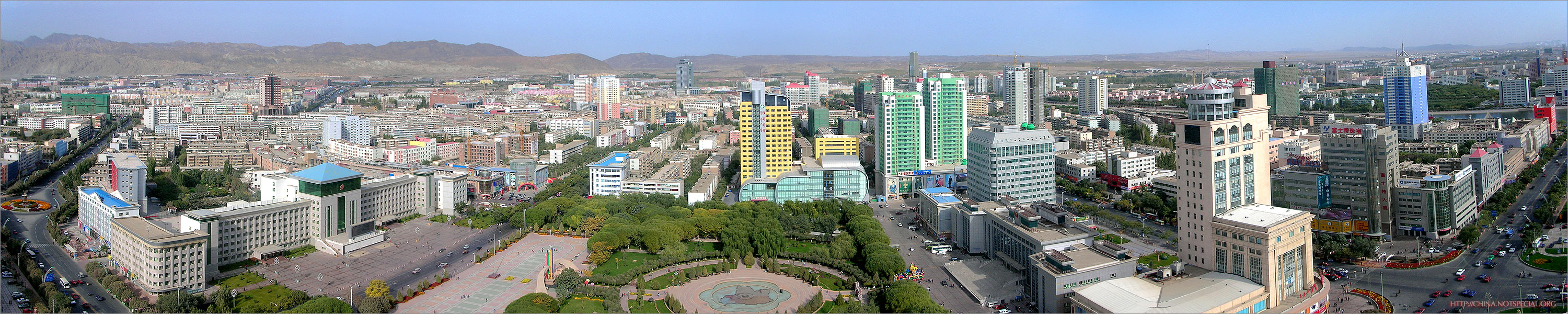
Panorama di Korla

## Società

### Evoluzione demografica
La città aveva 430 000 abitanti nel 2007, con una crescita di 20 000 persone l'anno, di cui molti sono Han, alcuni Uiguri (circa 100 000) e pochi gruppi Mongoli e Hui.

## Storia
Korla era nota come Weili (尉犁) (pronuncia ricostruita del primo carattere: *i̯wəd) durante la dinastia Han. Di Weili si dice nel Libro degli Han (che parla del periodo 125 a.C.-23 d.C.) che ospitava 1200 famiglie e 9600 persone di cui 2000 in grado di maneggiare armi. Dice anche che era unita con Shanshan e Qiemo (Charchan) a sud.
Nel 61 gli Xiongnu radunarono circa 30 000 uomini provenienti da 15 regni compresi Korla, Karashahr e Kucha per attaccare con successo Khotan.
Nel 94 il generale cinese Ban Chao mandò soldati a punire i regni di Yanqi (Karashahr), Weixu (Hoxud), Weili (Korla) e Shanguo (nei monti Kuruk).
Dopo la ribellione dei Territori Occidentali (106-125 CE), solo i re di Korla e Hoxud si rifiutarono di sottomettersi ai cinesi. Ban Yong, figlio di Ban Chao, assieme al governatore di Dunhuang, li attaccò e li sconfisse.

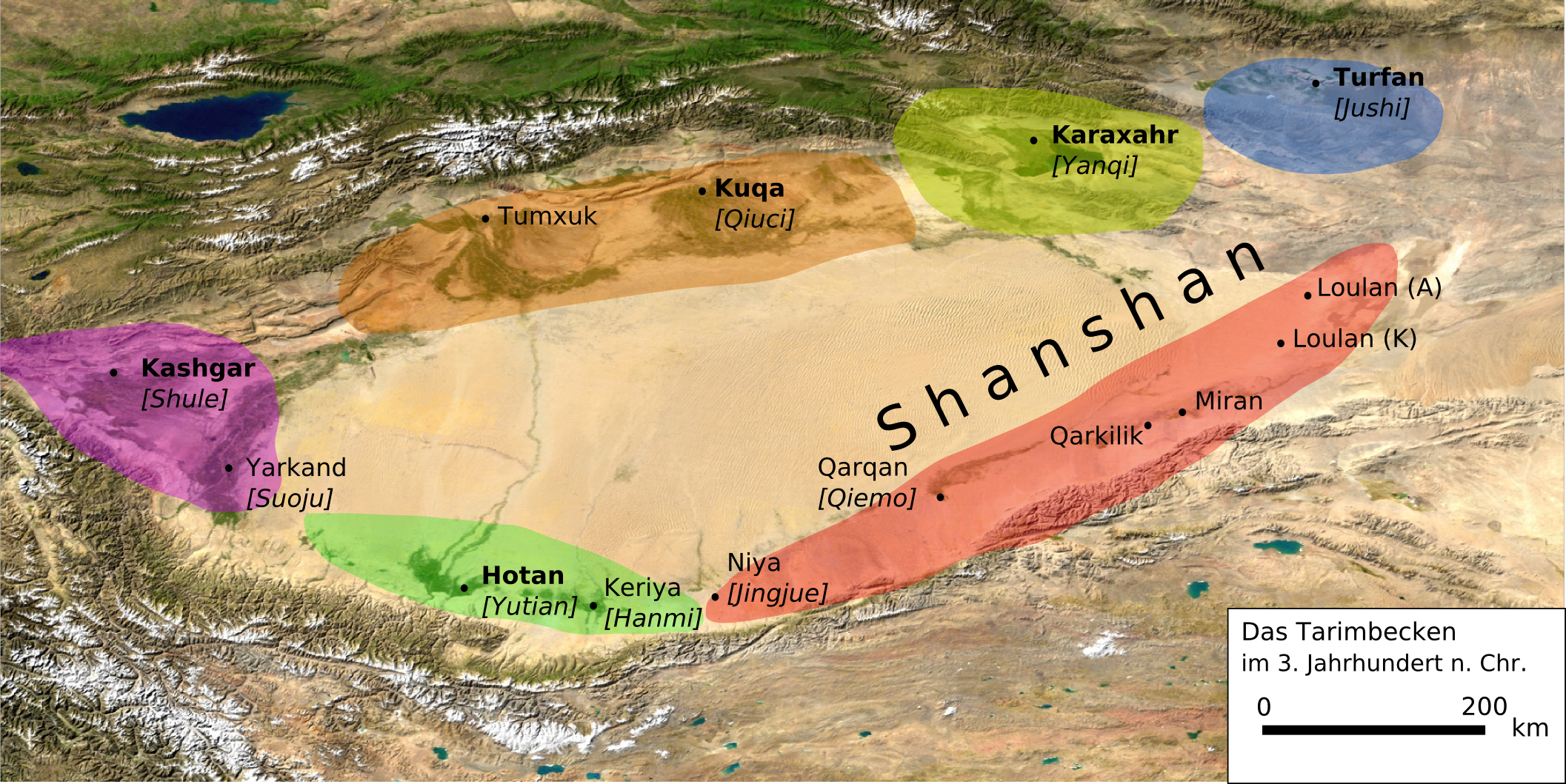
Bacino del Tarim nel III secolo

Nel III secolo il Weilüe dice che Korla, Hoxud e Shanwang (Shanguo) erano tutte dipendenze di Karashahr. Nel maggio 1877 Yakub Beg, regnante musulmano di Kashgar, morì qui mentre organizzava la riconquista del Turkestan orientale dalle mani della dinastia Qing.
Francis Younghusband attraversò "Korlia" nel 1887 durante il suo viaggio da Pechino all'India. La descrisse come prospera e circondata da ottime coltivazioni, con più terra coltivata di qualsiasi altra città avesse visitato. Sembra che il mais fosse il raccolto principale, ma anche il riso era presente. Vi era una piccola città cinese con mura in fango alte 10 metri e con un fossato. Vi erano bastioni agli angoli, ma nessuno alla porta. 1,6 km a sud c'era Turk, ma le sue mura erano in rovina. Aveva na strada principale lunga 600 metri. "I negozi erano in qualche modo migliori di quelli di Karashar, ma non tanto quanto quelli di Turfan".